# VOCALIST 3
『VOCALIST 3』（ヴォーカリスト・スリー）は、德永英明の3枚目のカバー・アルバム。2007年8月15日発売。発売元はユニバーサルシグマ。

## 解説
ロングヒットを記録した『VOCALIST』シリーズの第3弾。本作も女性歌手・ガールズバンド等のカバーで構成され『VOCALIST 2』以来1年ぶりの発売となる。
この当時『VOCALIST』シリーズは一応3で完結としており、帯にもそのように書かれていたが、「何かのチャンスがあればまたやりたい」「次は男性版でもありかもしれない」などと語っている。3年後の2010年4月20日に『VOCALIST 4』を発表した。
『中居正広の金曜日のスマたちへ』で德永は、「『なぜシンガーソングライターのあなたがカバーをやるのか』といった厳しい意見もたくさんもらいましたし、売れていくほどそういった声は増えていきました」とのことである。それで、「今はオリジナルの曲を大切に歌うようになった」と話した。

## チャート成績
本作の発売を以て、『VOCALIST』シリーズの累計出荷枚数が100万枚を突破した。また、2008年1月9日には本作単独での出荷枚数が100万枚突破。
本作発売までにシリーズ2作がロングヒットを続けていたが、発売直前にはオリコン週間チャートで20位以内、デイリーチャートではTOP10内に返り咲く現象も起きた。発売後、週間チャートでも『3』が3位、『2』が9位、『1』が8位と全作品がTOP10内返り咲いた（2007年9月10日付）。
オリコンアルバムチャートでは『Revolution』以来約16年ぶりに週間1位を獲得した。男性ボーカルによるカバー・アルバムの同チャート1位はTOKIOの『TOK10』以来、男性ソロとしては吉田拓郎の『ぷらいべえと』以来約30年3か月ぶりの1位となった。男性ソロによるカバー・アルバムの2週連続アルバムチャート1位も、『ぷらいべえと』以来の記録である。

## パッケージ仕様
初回限定盤Aは特典DVD付属、初回限定盤Bはボーナス・トラック収録。

## 収録曲
| 全編曲: 坂本昌之。 |                                                      |                       |                 |
| #                  | タイトル                                             | 作詞                  | 作曲            |
| 1.                 | 「恋におちて -Fall in Love-」(小林明子のカヴァー)    | 湯川れい子            | 小林明子        |
| 2.                 | 「PRIDE」(今井美樹のカヴァー)                        | 布袋寅泰              | 布袋寅泰        |
| 3.                 | 「桃色吐息」(髙橋真梨子のカヴァー)                   | 康珍化                | 佐藤隆          |
| 4.                 | 「わかれうた」(中島みゆきのカヴァー)                 | 中島みゆき            | 中島みゆき      |
| 5.                 | 「やさしいキスをして」(DREAMS COME TRUEのカヴァー)   | 吉田美和              | 中村正人        |
| 6.                 | 「Time goes by」(Every Little Thingのカヴァー)       | 五十嵐充              | 五十嵐充        |
| 7.                 | 「たそがれマイ・ラブ」(大橋純子のカヴァー)           | 阿久悠                | 筒美京平        |
| 8.                 | 「元気を出して」(薬師丸ひろ子のカヴァー)             | 竹内まりや            | 竹内まりや      |
| 9.                 | 「ENDLESS STORY」(REIRA starring YUNA ITOのカヴァー) | Dawn Ann Thomas・ats- | Dawn Ann Thomas |
| 10.                | 「まちぶせ」(三木聖子のカヴァー)                     | 荒井由実              | 荒井由実        |
| 11.                | 「月のしずく」(RUI）のカヴァー)                      | Satomi                | 松本良喜        |
| 12.                | 「迷い道」(渡辺真知子のカヴァー)                     | 渡辺真知子            | 渡辺真知子      |
| 13.                | 「CAN YOU CELEBRATE?」(安室奈美恵のカヴァー)         | 小室哲哉              | 小室哲哉        |

| #   | タイトル                         | 作詞   | 作曲     |
| --- | -------------------------------- | ------ | -------- |
| 14. | 「喝采」(ちあきなおみのカヴァー) | 吉田旺 | 中村泰士 |

| #  | タイトル                              | 作詞                  | 作曲            |
| -- | ------------------------------------- | --------------------- | --------------- |
| 1. | 「恋におちて -Fall in love-」(PV)     | 湯川れい子            | 小林明子        |
| 2. | 「わかれうた」(PV)                    | 中島みゆき            | 中島みゆき      |
| 3. | 「ENDLESS STORY」(『薬師寺LIVE』より) | Dawn Ann Thomas・ats- | Dawn Ann Thomas |